# 新东街道 (连云港市)
新东街道，是中华人民共和国江苏省连云港市海州区下辖的一个乡镇级行政单位。

## 行政区划
新东街道下辖以下地区：
艺北社区、巨龙社区、龙尾社区、东风社区、利民社区、苍梧社区、外仓社区、新城社区、广场社区和振东社区。